# Шахов Євген Євгенович
Євге́н Євге́нович Ша́хов (нар. 30 листопада 1990, Дніпропетровськ, СРСР) — український футболіст, півзахисник казахстанського «Тобола» Грав за збірну України. Син футболіста та тренера «Дніпра» Євгена Шахова-старшого.

## Клубна кар'єра

### «Дніпро»
Вихованець юнацьких команд «Відрадний» (Київ), «Зміна-Оболонь» та «Дніпро» Д, з 2005 року — гравець дублюючого складу «Дніпра».
7 квітня 2007 року у віці 16 років та 4 місяців дебютував у вищій лізі Чемпіонату України в матчі проти алчевської «Сталі», який закінчився поразкою дніпропетровців з рахунком 1:3. За наступні три сезони Шахов провів за «Дніпро» 24 матчі у вищій лізі і відзначився одним голом.
Проте в більшості ігор футболіст виходив лише у кінцівці матчу на останніх хвилини, тому у березні 2010 року перейшов на умовах оренди до кінця сезону в київський «Арсенал». На 20-й хвилині першого ж матчу за нову команду Шахов забив свій перший гол у її складі, відзначившись у воротах львівських «Карпат» 13 березня 2010 року.
Перед початком сезону 2010—2011 повернувся до табору дніпропетровської команди і за наступні два сезони зіграв ще у 36 матчах чемпіонату, проте так і не зміг зайняти місце в основному складі і 20 червня 2012 року Шахов знову був відданий в оренду до «Арсеналу» до кінця року.
На початку 2013 року повернувся в «Дніпро», але знову не зміг виграти конкуренцію за місце в основному складі.
23 квітня 2015 року вийшов на заміну в матчі-відповіді чвертьфіналу Ліги Європи проти бельгійського «Брюгге» і на 84-ій хвилині забив єдиний гол в матчі, забезпечивши перший в історії вихід своєї команди до півфіналу будь-якого з Єврокубків.

### ПАОК
6 червня 2016 року було офіційно оголошено про перехід Шахова до складу грецького «ПАОКа». Відіграв у Греції три сезони, у кожному з яких незмінно вигравав Кубок країни, а в останньому з них виграв також і Грецьку Суперлігу.

### «Лечче»
Влітку 2019 року відмовився від подовження контракту з ПАОКом, натомість на правах вільного агента уклав контракт з італійським «Лечче», яке уперше з 2012 року повернулося до елітного італійського дивізіону. Протягом сезону взяв участь у 24 з 38 матчів своєї команди у чемпіонаті, відзначившись одним голом.

### АЕК
«Лечче» не зміг зберегти місце у найвищому італійському дивізіоні, і перед початком сезону 2020/21 клуб і гравець домовились про розірвання контракту. У вересні 2020 Шахов повернувся до Греції, де на правах вільного агента уклав дворічну угоду зі столичним клубом АЕК. За грецьку команду виступав упродовж двох сезонів, провівши за неї 48 матчів у грецькій Суперлізі, в яких відзначився чотирма влучними ударами.

## Виступи за збірну
Викликався до юнацької збірної України віком до 17 років, разом з якою брав участь у юнацькому (U-17) чемпіонаті Європи 2007 року.
З 2007 року став гравцем збірної України (U-19), у складі якої став чемпіоном Європи 2009 року. Щоправда, Шахов не був включений до списку з 18 гравців для участі у фінальній частині чемпіонату, що проходила у Донецьку і Маріуполі. Однак після стартового матчу турніру, в ході якого важкі травми отримали оборонець Сергій Люлька та півзахисник Віталій Віценець, був дозаявлений до складу збірної на турнірі. Загалом взяв участь у трьох з п'яти матчах української збірної у фінальній частині чемпіонату, включаючи півфінал і фінал.
30 липня 2009 року в ході півфінального матчу проти сербських однолітків Шахов уперше в турнірі вийшов на поле у стартовому складі команди і відзначився забитим голом вже на 48-й секунді, пробивши з лінії карного майданчику після невдалого відбиття м'яча воротарем супротивника.
10 серпня 2010 року дебютував в складі молодіжної збірної України в товариському матчі проти молодіжної збірної Казахстану, яка завершилась перемогою українців з рахунком 4-1, а Шахов відіграв на полі весь матч. Загалом протягом трьох років взяв участь у 21 матчі української «молодіжки».
Уперше вийшов на поле у формі національної збірної України 5 вересня 2016 року у грі відбору на ЧС-2018 проти збірної Ісландії (1:1).

## Статистика виступів

### Статистика клубних виступів
Станом на 11 липня 2023 року
| Сезон                   | Команда                 | Чемпіонат               | Чемпіонат | Чемпіонат | Національний кубок | Національний кубок | Національний кубок | Континентальні кубки | Континентальні кубки | Континентальні кубки | Інші змагання | Інші змагання | Інші змагання | Усього | Усього |
| Сезон                   | Команда                 | Ліга                    | Ігор      | Голів     | Ліга               | Ігор               | Голів              | Ліга                 | Ігор                 | Голів                | Ліга          | Ігор          | Голів         | Ігор   | Голів  |
| ----------------------- | ----------------------- | ----------------------- | --------- | --------- | ------------------ | ------------------ | ------------------ | -------------------- | -------------------- | -------------------- | ------------- | ------------- | ------------- | ------ | ------ |
| 2006–07                 | «Дніпро» (Д)            | ВЛ                      | 4         | 0         | КУ                 | 0                  | 0                  | -                    | -                    | -                    | -             | -             | -             | 4      | 0      |
| 2007–08                 | «Дніпро» (Д)            | ВЛ                      | 5         | 0         | КУ                 | 0                  | 0                  | КУЄФА                | 0                    | 0                    | -             | -             | -             | 5      | 0      |
| 2008–09                 | «Дніпро» (Д)            | ПЛ                      | 9         | 1         | КУ                 | 0                  | 0                  | КУЄФА                | 0                    | 0                    | -             | -             | -             | 9      | 1      |
| 2009-feb. 2010          | «Дніпро» (Д)            | ПЛ                      | 5         | 0         | КУ                 | 1                  | 0                  | -                    | -                    | -                    | -             | -             | -             | 6      | 0      |
| бер.-трав. 2010         | «Арсенал» (К)           | ПЛ                      | 3         | 1         | КУ                 | -                  | -                  | -                    | -                    | -                    | -             | -             | -             | 3      | 1      |
| 2010–11                 | «Дніпро» (Д)            | ПЛ                      | 19        | 2         | КУ                 | 2                  | 0                  | ЛЄ                   | 1                    | 0                    | -             | -             | -             | 22     | 2      |
| 2011–12                 | «Дніпро» (Д)            | ПЛ                      | 17        | 0         | КУ                 | 1                  | 0                  | ЛЄ                   | 1                    | 1                    | -             | -             | -             | 19     | 1      |
| лип.-груд. 2012         | «Арсенал» (К)           | ПЛ                      | 11        | 0         | КУ                 | 1                  | 0                  | ЛЄ                   | 2                    | 0                    | -             | -             | -             | 14     | 0      |
| Усього за «Арсенал» (К) | Усього за «Арсенал» (К) | Усього за «Арсенал» (К) | 14        | 1         |                    | 1                  | 0                  |                      | 2                    | 0                    |               | -             | -             | 17     | 1      |
| січ.-черв. 2013         | «Дніпро» (Д)            | ПЛ                      | 4         | 1         | КУ                 | 1                  | 0                  | ЛЄ                   | -                    | -                    | -             | -             | -             | 5      | 1      |
| 2013–14                 | «Дніпро» (Д)            | ПЛ                      | 3         | 0         | КУ                 | 1                  | 0                  | ЛЄ                   | 3                    | 1                    | -             | -             | -             | 7      | 1      |
| 2014–15                 | «Дніпро» (Д)            | ПЛ                      | 17        | 3         | КУ                 | 6                  | 1                  | ЛЧ+ЛЄ                | 0+11                 | 0+2                  | -             | -             | -             | 34     | 6      |
| 2015–16                 | «Дніпро» (Д)            | ПЛ                      | 10        | 4         | КУ                 | 4                  | 0                  | ЛЄ                   | 2                    | 1                    | -             | -             | -             | 16     | 5      |
| Усього за «Дніпро» (Д)  | Усього за «Дніпро» (Д)  | Усього за «Дніпро» (Д)  | 93        | 11        |                    | 16                 | 1                  |                      | 18                   | 5                    |               | -             | -             | 137    | 17     |
| 2016–17                 | ПАОК                    | СЛ                      | 21+2      | 4         | КГ                 | 9                  | 3                  | ЛЧ+ЛЄ                | 2+10                 | 0+1                  | -             | -             | -             | 44     | 8      |
| 2017–18                 | ПАОК                    | СЛ                      | 19        | 3         | КГ                 | 10                 | 5                  | ЛЄ                   | 4                    | 0                    | -             | -             | -             | 33     | 8      |
| 2018–19                 | ПАОК                    | СЛ                      | 21        | 5         | КГ                 | 9                  | 0                  | ЛЧ+ЛЄ                | 6+4                  | 0+0                  | -             | -             | -             | 40     | 5      |
| Усього за ПАОК          | Усього за ПАОК          | Усього за ПАОК          | 61+2      | 12        |                    | 28                 | 8                  |                      | 26                   | 1                    |               | -             | -             | 117    | 21     |
| 2019–20                 | «Лечче»                 | A                       | 24        | 1         | КІ                 | 0                  | 0                  | -                    | -                    | -                    | -             | -             | -             | 24     | 1      |
| 2020-21                 | АЕК                     | СЛ                      | 25        | 3         | КГ                 | 3                  | 0                  | ЛЄ                   | 7                    | 0                    | -             | -             | -             | 35     | 3      |
| 2021-22                 | АЕК                     | СЛ                      | 23        | 1         | КГ                 | 1                  | 0                  | ЛК                   | 2                    | 0                    | -             | -             | -             | 26     | 1      |
| Усього за АЕК           | Усього за АЕК           | Усього за АЕК           | 48        | 4         |                    | 4                  | 0                  |                      | 9                    | 0                    |               | -             | -             | 61     | 4      |
| 2022-23                 | «Зоря»                  | ПЛ                      | 17        | 4         | КУ                 | 0                  | 0                  |                      | -                    | -                    | -             | -             | -             | 17     | 4      |
| Усього за кар'єру       | Усього за кар'єру       | Усього за кар'єру       | 257+2     | 33        |                    | 49                 | 9                  |                      | 55                   | 6                    |               | -             | -             | 363    | 48     |

### Статистика виступів за збірну
Станом на 2 жовтня 2020 року
| Дата       | Місто     | Господарі | Результат | Гості      | Турнір            | Голи | Примітки |
| ---------- | --------- | --------- | --------- | ---------- | ----------------- | ---- | -------- |
| 5-9-2016   | Київ      | Україна   | 1 – 1     | Ісландія   | Відбір до ЧС 2018 | -    | 90'      |
| 12-11-2016 | Одеса     | Україна   | 1 – 0     | Фінляндія  | Відбір до ЧС 2018 | -    | 89'      |
| 15-11-2016 | Харків    | Україна   | 2 – 0     | Сербія     | товариський матч  | 1    | 77'      |
| 6-6-2017   | Ґрац      | Україна   | 0 – 1     | Мальта     | товариський матч  | -    | 46'      |
| 10-11-2017 | Львів     | Україна   | 2 – 1     | Словаччина | товариський матч  | -    | 81'      |
| 14-11-2019 | Запоріжжя | Україна   | 1 – 0     | Естонія    | товариський матч  | -    | 75'      |
| 17-11-2019 | Белград   | Сербія    | 2 – 2     | Україна    | Відбір до ЧЄ 2020 | -    | 88'      |
| Усього     |           | Матчів    | 7         |            | Голів             | 1    |          |

| Дата       | Місто                | Господарі  | Результат | Гості     | Турнір                             | Голи | Примітки |
| ---------- | -------------------- | ---------- | --------- | --------- | ---------------------------------- | ---- | -------- |
| 9-8-2011   | Київ                 | Україна    | 2 – 1     | Ізраїль   | Товариський матч                   | -    | 61'      |
| 6-9-2011   | Птуй                 | Словенія   | 2 – 0     | Італія    | Кваліфікація молодіжного Євро-2013 | -    | 73'      |
| 7-10-2011  | Гоцо                 | Мальта     | 2 – 2     | Україна   | Кваліфікація молодіжного Євро-2013 | -    |          |
| 11-11-2011 | Севастополь          | Україна    | 1 – 1     | Фінляндія | Кваліфікація молодіжного Євро-2013 | -    |          |
| 15-11-2011 | Севастополь          | Україна    | 2 – 0     | Литва     | Кваліфікація молодіжного Євро-2013 | 1    | 73'      |
| 29-2-2012  | Санта-Марія-да-Фейра | Португалія | 2 – 0     | Україна   | Товариський матч                   | -    | 54'      |
| 25-5-2012  | Знак питання         | Нідерланди | 0 – 0     | Україна   | Товариський матч                   | -    | 65'      |
| 31-5-2012  | Київ                 | Україна    | 6 – 0     | Швеція    | Кваліфікація молодіжного Євро-2013 | 2    | 72'      |
| 4-6-2012   | Каунас               | Литва      | 1 – 0     | Україна   | Кваліфікація молодіжного Євро-2013 | -    | 48' 89'  |
| 9-6-2012   | Лахті                | Фінляндія  | 1 – 2     | Україна   | Кваліфікація молодіжного Євро-2013 | -    | 90'      |
| 15-8-2012  | Київ                 | Україна    | 2 – 0     | Словенія  | Кваліфікація молодіжного Євро-2013 | -    | 21'      |
| 10-9-2012  | Кальмар (місто)      | Швеція     | 2 – 1     | Україна   | Кваліфікація молодіжного Євро-2013 | -    | 88'      |
| Усього     |                      | Матчів     | 12        |           | Голів                              | 3    |          |

## Досягнення
«Дніпро»
- Ліга Європи УЄФА
  - Фіналіст (1): 2014-15

 «ПАОК»
- Чемпіонат Греції
  - Чемпіон (1): 2018-19

- Кубок Греції
  - Володар (3): 2016–17, 2017–18, 2018–19

 «Тобол»
- Кубок Казахстану
  - Володар (1): 2023
- Суперкубок Казахстану
  - Володар (1): 2024

 Збірна України
- Юнацький чемпіонат Європи
  - Чемпіон (1): 2009